# Helicoverpa obsoleta
Helicoverpa obsoleta là một loài bướm đêm trong họ Noctuidae.